# Caledopsyche leander
Caledopsyche leander là một loài Trichoptera trong họ Hydropsychidae. Chúng phân bố ở miền Australasia.